# The Movies
The Movies je videohra vyvinutá společností Lionhead Studios. Autorem této hry je Peter Molyneux. O její vydání se postaral Activision.

## Hratelnost
Ve hře se stanete majitelem filmového studia. Na začátku musíte najmout obsluhu filmu, správce, herce, scenáristu a režiséra. Nejdřív vám scenárista píše scénáře sám. Jedná se o krátké filmy, které trvají maximálně pět minut. Hra začíná od roku 1920. Postupem času točíte lepší filmy a otevírají se vám nové kulisy, kostýmy a kamery.
Později si můžete vytvořit vlastní film podle svých představ. Tvoření vypadá tak, že přesunujete přednastavené scény a skládáte je za sebe. Můžete si do scén přidat například lebku na zem, koně, psa, láhev alkoholu apod. Čím lepší filmy točíte, tím více peněz vaše studio má a také získáte lepší ohlasy na vaše studio a filmy. Každých pět let se také koná Udílení cen. Za každou cenu, kterou vyhrajete se vám otevře bonus, který platí do dalšího Udílení cen.
Musíte se i starat o své hvězdy. Postavte jim bar a když budou ve stresu, nechte je opít. Pokud se jim nelíbí image, můžete si je převléknout, jak chcete. Jsou potřeba i stánky s občerstvením a je také dobré postavit některým hvězdám přívěs. Cítí se tam lépe.
Film si dokonce můžete nadabovat! V budově Postprodukce (která se vám postupem času otevře) si můžete upravit zvuk, znělku, ale také vystřihnout scény apod. Pokud chcete dabovat, musíte mít mikrofon. Poté přiřadíte hlas k postavě, kterou chcete. Pokud nemáte mikrofon a přesto chcete aby lidé filmu rozuměli, můžete použít titulky. Hra není jen o točení filmů. Hru také můžete hrát po internetu. Zde se můžete s ostatními lidmi podělit o vaše výtvory. Můžete hodnotit jejich, oni budou hodnotit vaše. Hra je zkrátka něco, co jsme ještě neviděli.

## Datadisk
The Movies: Stunts & Effects je jediným datadiskem ke hře The Movies a byl vydán v červnu 2006. Do hry přidává kaskadérské kousky, kaskadéry, nové sety a kostýmy a další. Hlavní změny ve hře jsou volně přesunovatelná pozice kamery a schopnost najímat kaskadéry a poté je využívat ve svých filmech.